# レナード・ウィリアムズ
- レナード・ウィリアムス

レナード・オースティン・ウィリアムズ（Leonard Austin Williams, 1994年6月20日 - ）は、アメリカ合衆国カリフォルニア州ベーカーズフィールド出身のプロアメリカンフットボール選手。NFLのシアトル・シーホークスに所属している。ポジションはディフェンシブエンド。

## 経歴

### カレッジ

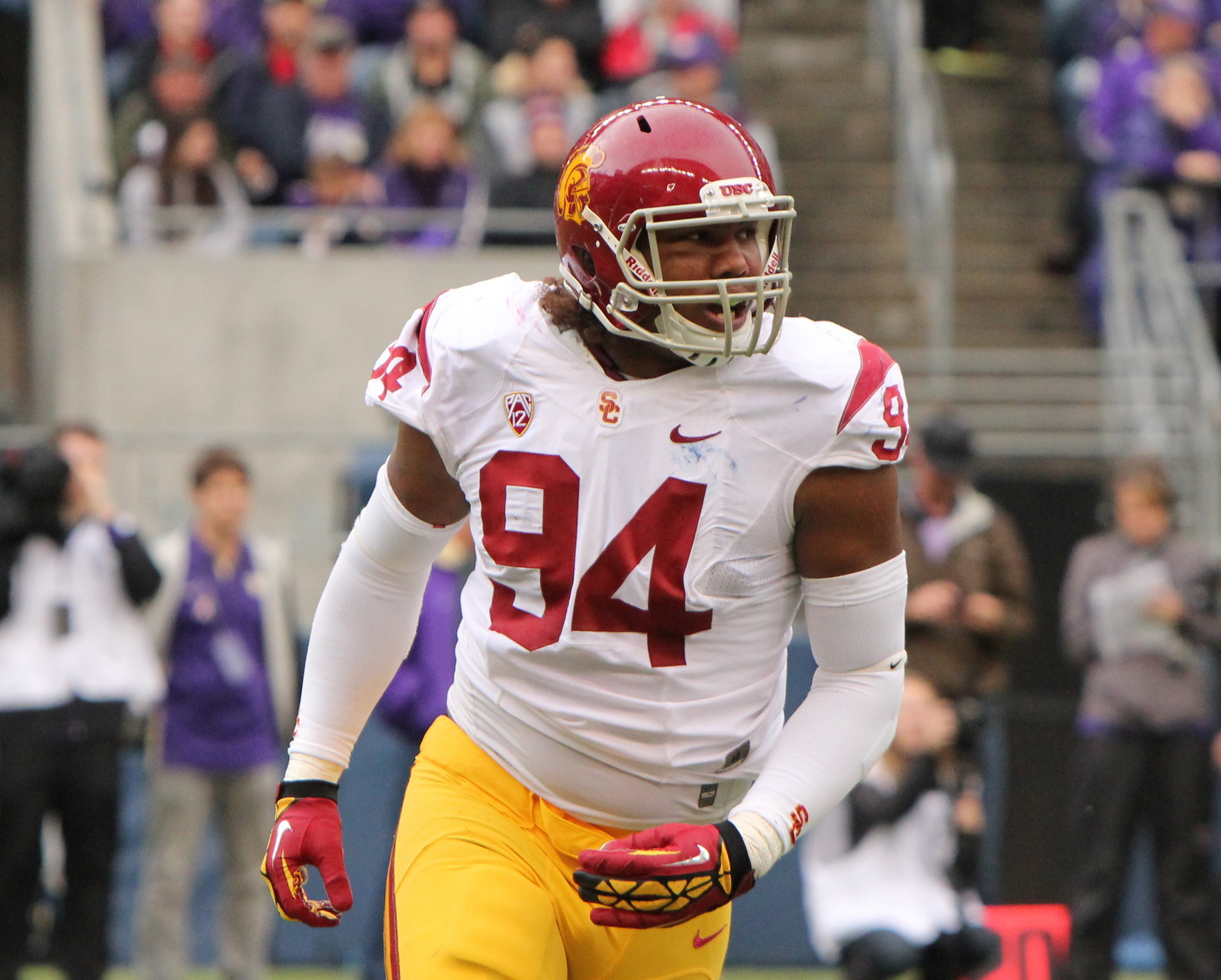
USCでのウィリアムズ
(2012年)

USCでは1年目の2012年シーズンにディフェンシブタックルとしてプレーし、64タックル、8サックを記録した。
2013年シーズンはポジションをディフェンシブエンドに変更して74タックル、6サックを記録し、オールPac-12ファーストチームに選出された。
2014年シーズンは80タックル、7サックを記録して2年連続でオールPac-12ファーストチームに選出され、チームMVPを受賞した。シーズン終了後、2015年のNFLドラフトにアーリーエントリーした。

### ニューヨーク・ジェッツ
| 6 ft 4+5⁄8 in (195 cm)      | 302 lb (137 kg) | 34+5⁄8 in (88 cm) | 10+5⁄8 in (27 cm) | 4.97 s | 1.73 s | 2.88 s | 4.53 s | 7.59 s | 29+1⁄2 in (75 cm) | 8 ft 10 in (2.69 m) |
| All values from NFL Combine |                 |                   |                   |        |        |        |        |        |                   |                     |

2015年のNFLドラフトでは全体5位以内での指名が有力視されており、一時は全体2位での指名も予想されていたが、その後マーカス・マリオタの台頭もありやや評価を落とし、最終的に全体6位でニューヨーク・ジェッツから指名された。2015年5月8日に4年総額1,860万ドルのルーキー契約を結んだ。

#### 2015年シーズン
開幕前のプレシーズンマッチで膝を痛めた。その後、背番号を92から62へ変更した。
このシーズンは63タックル、3サックを記録した。

#### 2016年シーズン
シンシナティ・ベンガルズとの開幕戦で2.5サックを記録した。このシーズンは7サックを記録し、自身初となるプロボウルに選出された。

#### 2017年シーズン

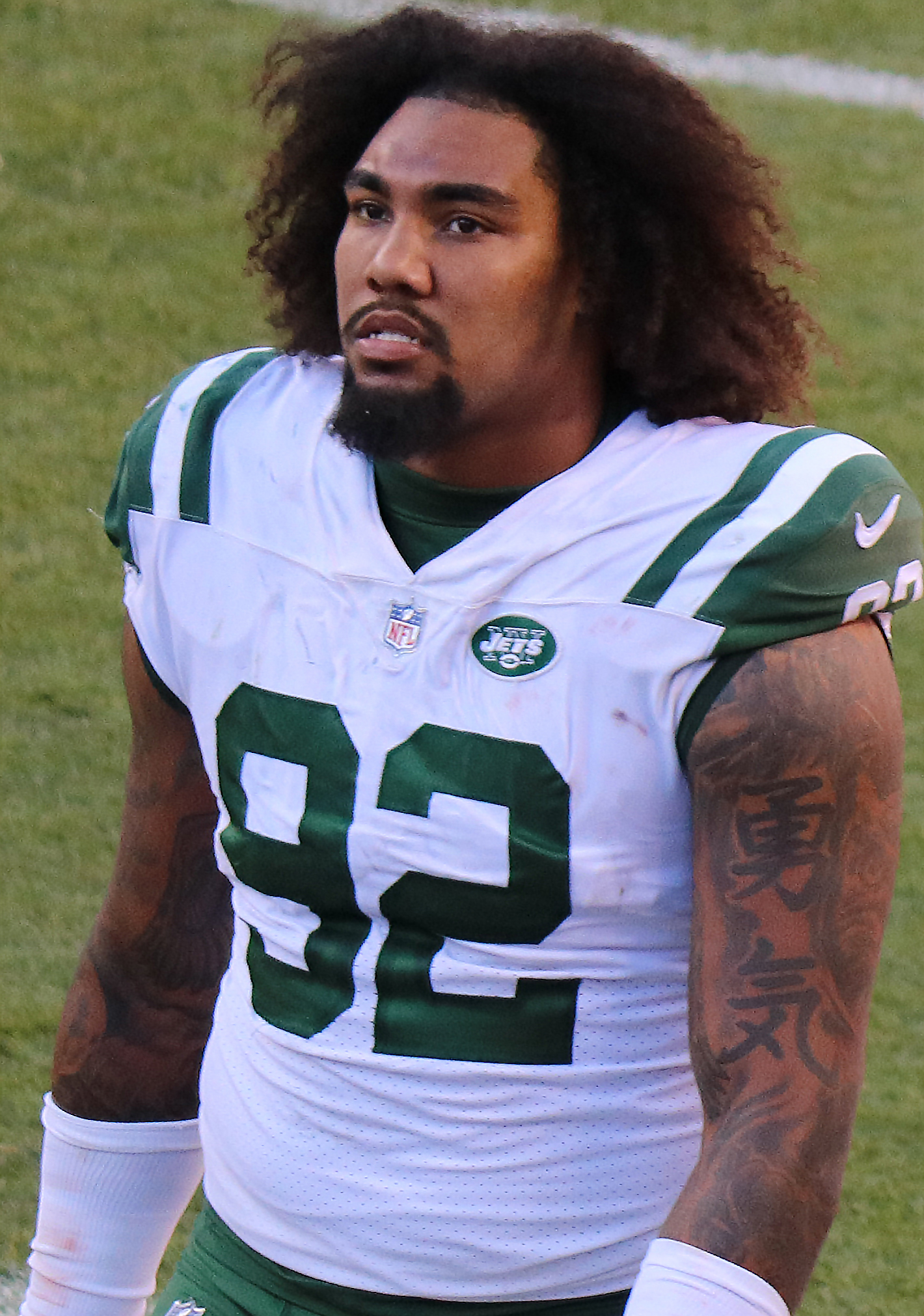
ニューヨーク・ジェッツでのウィリアムズ
(2017年)

このシーズンは47タックル、2サックを記録した。

#### 2018年シーズン
2018年4月11日に、ジェッツから5年目の契約オプションを行使された。
第16週のグリーンベイ・パッカーズ戦で相手のブライアン・ブラガを殴打し、退場処分となった。このペナルティが原因となり、チームは試合に敗れた。その後4万3,449ドルの罰金処分を受けた。

### ニューヨーク・ジャイアンツ

#### 2019年シーズン
2019年12月28日に、2020年のドラフト3巡目指名権、2021年のドラフト5巡目指名権とのトレードで、ニューヨーク・ジャイアンツへ移籍した。第15週のマイアミ・ドルフィンズ戦ではライアン・フィッツパトリックからファンブルを誘発し、勝利に貢献した。

#### 2020年シーズン
2020年3月16日にジャイアンツからフランチャイズタグを指定され、1年契約を結んだ。
第13週のシアトル・シーホークス戦でラッセル・ウィルソンから2.5サックを記録し、NFCの週間最優秀守備選手に選出された。第17週のダラス・カウボーイズ戦ではアンディ・ダルトンから3サックを記録し、再びNFCの週間最優秀守備選手に選出された。このシーズンは自己最多となる11.5サックを記録した。

#### 2021年シーズン
2021年3月9日にジャイアンツから2年連続でフランチャイズタグを指定され、その後3年総額6,300万ドルの契約延長に合意した。

#### 2022年シーズン
開幕前にジャイアンツと契約の再構築に合意した。

### シアトル・シーホークス
2023年10月30日に、2024年のドラフト2巡目指名権、2025年のドラフトの5巡目指名権とのトレードで、シアトル・シーホークスへ移籍した。バイウィークを控えたチームから終えたチームへトレードされたことで、1930年以来初めて、レギュラーシーズンに18試合出場した選手となった。

#### 2024年シーズン
2024年3月11日、4,885万ドルが保証された3年総額6,450万ドルでの再契約にシーホークスと合意した。
第13週のニューヨーク・ジェッツ戦で92ヤードのインターセプトリターンTDを記録し、NFCの週間最優秀守備選手賞を受賞した。第17週と18週にもそれぞれ2サックを記録し、12月・1月の月間最優秀守備選手賞を受賞した。こうした活躍を受け、ジェイレン・カーターの代理として自身2度目のプロボウルに追加選出された。

## 詳細情報

### 年度別成績

#### レギュラーシーズン
| シーズン | チーム | 試合 | 試合 | タックル | タックル | タックル | タックル | タックル | ファンブル | ファンブル | ファンブル | ファンブル | インターセプト | インターセプト | インターセプト | インターセプト | インターセプト | インターセプト |
| シーズン | チーム | GP   | GS   | Comb     | Solo     | Ast      | Sck      | Sfty     | FF         | FR         | Yds        | TD         | PD             | Int            | Yds            | Avg            | Lng            | TD             |
| -------- | ------ | ---- | ---- | -------- | -------- | -------- | -------- | -------- | ---------- | ---------- | ---------- | ---------- | -------------- | -------------- | -------------- | -------------- | -------------- | -------------- |
| 2015     | NYJ    | 16   | 15   | 63       | 29       | 34       | 3.0      | 0        | 0          | 0          | 0          | 0          | 0              | 0              | 0              | 0              | 0              | 0              |
| 2016     | NYJ    | 16   | 16   | 68       | 36       | 32       | 7.0      | 0        | 2          | 0          | 0          | 0          | 0              | 0              | 0              | 0              | 0              | 0              |
| 2017     | NYJ    | 16   | 16   | 47       | 22       | 25       | 2.0      | 0        | 0          | 0          | 0          | 0          | 1              | 1              | 6              | 6              | 6              | 0              |
| 2018     | NYJ    | 16   | 16   | 42       | 27       | 15       | 5.0      | 0        | 0          | 0          | 0          | 0          | 2              | 0              | 0              | 0              | 0              | 0              |
| 2019     | NYJ    | 8    | 5    | 26       | 13       | 13       | 0.5      | 0        | 1          | 0          | 0          | 0          | 2              | 0              | 0              | 0              | 0              | 0              |
| 2019     | NYG    | 7    | 7    | 20       | 8        | 12       | 0.0      | 0        | 0          | 0          | 0          | 0          | 1              | 0              | 0              | 0              | 0              | 0              |
| 2020     | NYG    | 16   | 12   | 57       | 29       | 28       | 11.5     | 0        | 0          | 1          | 0          | 0          | 1              | 0              | 0              | 0              | 0              | 0              |
| 2021     | NYG    | 17   | 17   | 81       | 34       | 47       | 6.5      | 0        | 2          | 1          | 0          | 0          | 2              | 0              | 0              | 0              | 0              | 0              |
| 2022     | NYG    | 12   | 12   | 45       | 26       | 19       | 2.5      | 0        | 1          | 2          | 0          | 0          | 0              | 0              | 0              | 0              | 0              | 0              |
| 2023     | NYG    | 8    | 7    | 21       | 13       | 8        | 1.5      | 0        | 0          | 0          | 0          | 0          | 1              | 0              | 0              | 0              | 0              | 0              |
| 2023     | SEA    | 10   | 10   | 41       | 24       | 17       | 4.0      | 0        | 0          | 0          | 0          | 0          | 1              | 0              | 0              | 0              | 0              | 0              |
| 2024     | SEA    | 16   | 16   | 64       | 37       | 27       | 11.0     | 0        | 0          | 0          | 0          | 0          | 3              | 1              | 92             | 92             | 92             | 1              |
| 通算     | 通算   | 158  | 149  | 575      | 298      | 277      | 54.5     | 0        | 6          | 4          | 0          | 0          | 14             | 2              | 98             | 49             | 92             | 1              |

- 2024年度シーズン終了時
- 太字は自身最高記録

#### ポストシーズン
| シーズン | チーム | 試合 | 試合 | タックル | タックル | タックル | タックル | タックル | ファンブル | ファンブル | ファンブル | ファンブル | インターセプト | インターセプト | インターセプト | インターセプト | インターセプト | インターセプト |
| シーズン | チーム | GP   | GS   | Cmb      | Solo     | Ast      | Sck      | Sfty     | FF         | FR         | Yds        | TD         | PD             | Int            | Yds            | Avg            | Lng            | TD             |
| -------- | ------ | ---- | ---- | -------- | -------- | -------- | -------- | -------- | ---------- | ---------- | ---------- | ---------- | -------------- | -------------- | -------------- | -------------- | -------------- | -------------- |
| 2022     | NYG    | 2    | 2    | 6        | 2        | 4        | 0.0      | 0        | 0          | 0          | 0          | 0          | 1              | 0              | 0              | 0              | 0              | 0              |
| 通算     | 通算   | 2    | 2    | 6        | 2        | 4        | 0.0      | 0        | 0          | 0          | 0          | 0          | 1              | 0              | 0              | 0              | 0              | 0              |

- 2024年度シーズン終了時